# 남동소래아트홀

## 개요

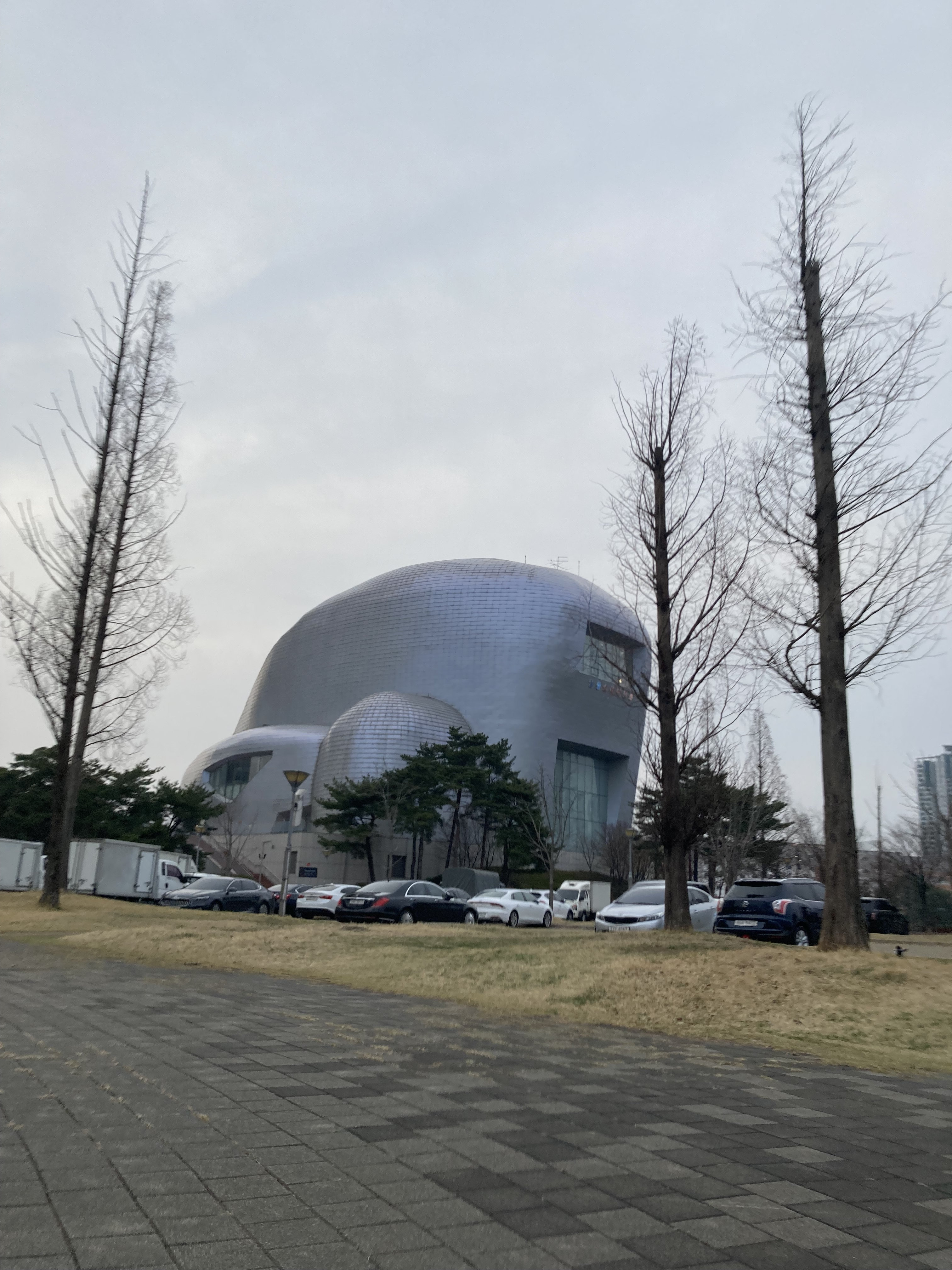
남동소래아트홀 전경

남동소래아트홀은 인천광역시 남동구에 위치한 아트홀로 전시 문화 예술, 공연 등을 하는 공간으로 자리매김하고 있다.
남동문화재단에서 운영하고 있으며, 인근 해오름호수공원과 함께 지역의 랜드마크 역할을 하고 있다. 건물의 모양이 돌고래 모양을 하고 있다.
- 주소 인천광역시 남동구 아암대로1437번길 32 (논현동)

## 운영정보
- 09:00 ~ 18:00
- 휴관 : 월요일 (월요일이 공휴일인 경우 그 다음 날), 1월1일, 설날 및 추석 당일

## 시설정보
- 소래아트홀 대공연장 : 오페라, 음악회, 연극, 영화, 발레 등 다양한 장르를 효율적으로 수행하는 종합문화예술공간. 703석, 1층 507석 (장애인 8석 포함), 2층 196석
- 소래아트홀 소공연장 : 다목적 소공연장 서랍식객석 193석
- 소래아트홀 갤러리화·소 : 미술, 서예, 공예, 조각, 사진, 작품 등 다양한 기획 및 대관전시가 가능한 전시실 규모 525㎡ (무빙월 120m / 벽체 90m)
- 소래아트홀 야외달맞이터 : 소래포구의 운치와 풍경을 느낄 수 있는 야외 무대 규모 50.0㎡, 30석 (전체가 무대로 볼 수 있어 더 많이 수용이 가능하다. 야외무대)

## 공간정보
2011년 개관해 지금까지 다양한 장르의 공연과 전시가 이루어지고 있는 종합문화예술 공간이며, 전시해설프로그램, 체험, 교육프로그램 등이 다양하게 운영되고 있다.
- 문의 및 안내 032-460-0560
- 홈페이지 https://www.namdongcf.or.kr
- 주차 주차 가능(B1층, B2층 약115대 수용 가능, 장애인구역 포함), 요금(무료)
- 규모 연면적 9,994㎡ (지하2층 / 지상3층) , 부지면적 9,429㎡ 갤러리 화·소(전시실) 525㎡

규모면이나, 수용가능면이나 남동구에 위치한 남동문화센터(구, 구월1동의 문화센터보다 큰편)보다 큰편이며, 대형행사 또는 마술쇼 등과 같은 문화행사가 자주 열리고 주최되며 운영된다.

## 갤러리

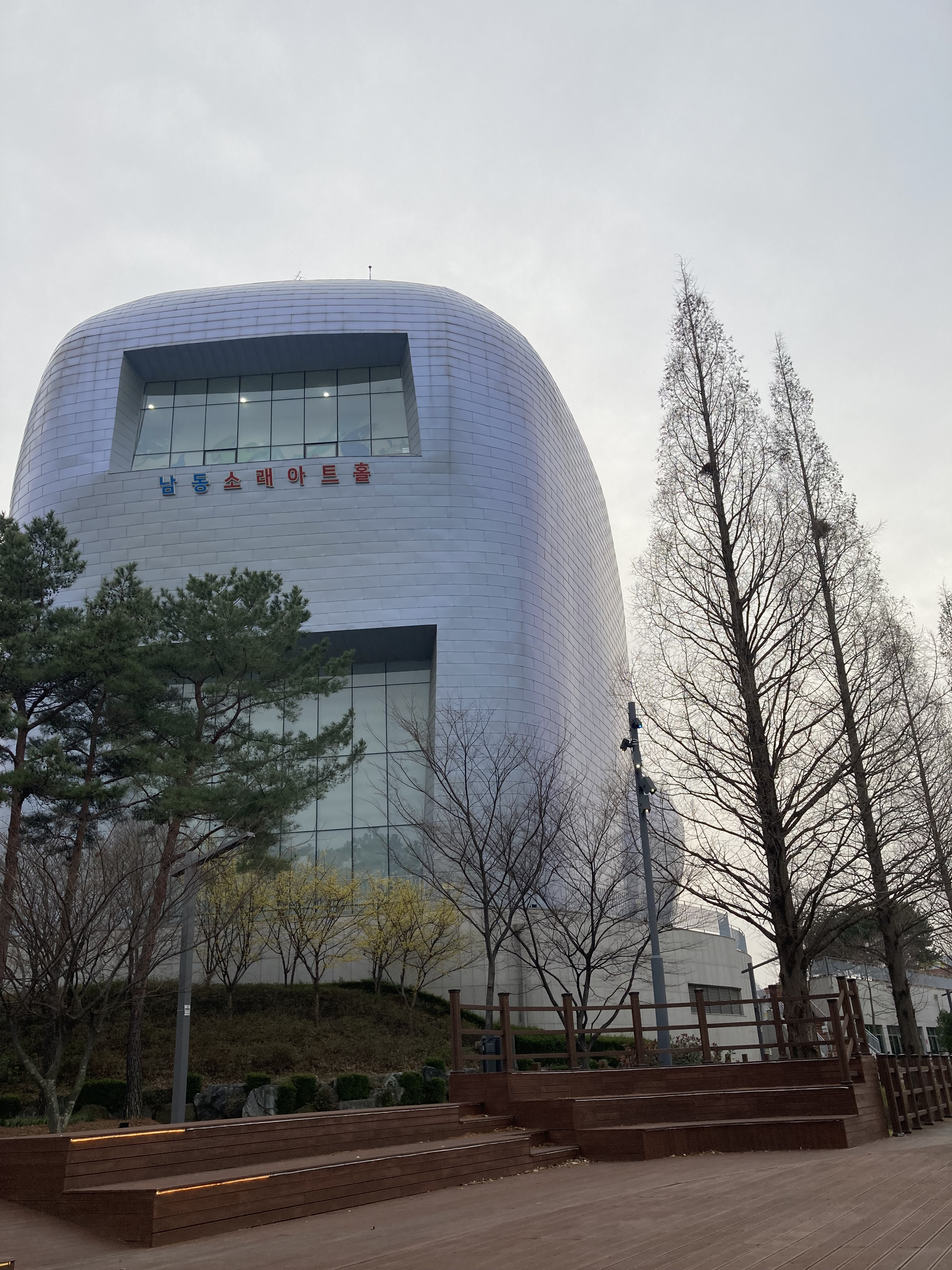
소래아트홀 전면부
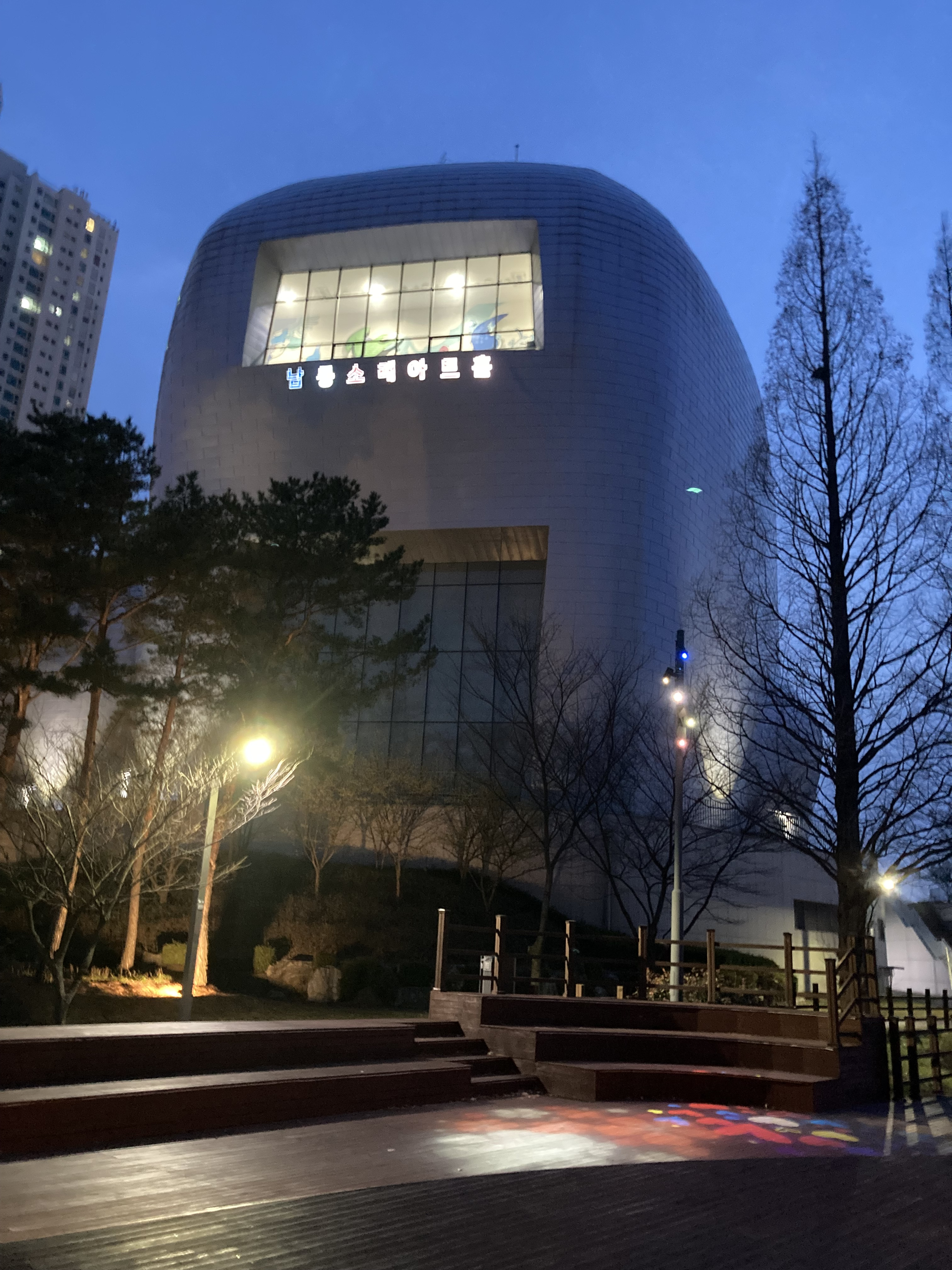
남동소래아트홀 야경
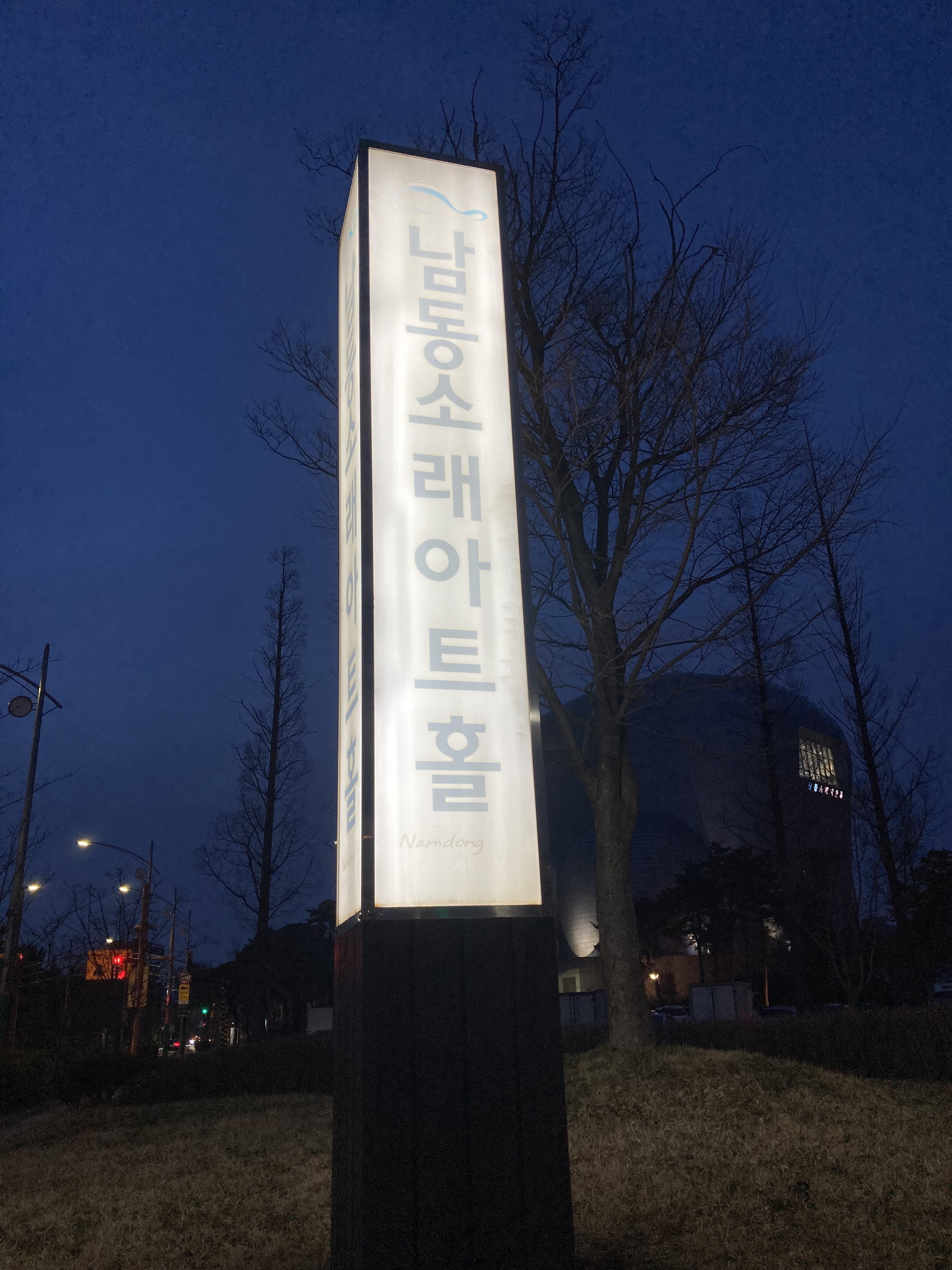
아트홀 입구 야간조명